# ADGAS
ADGAS (Абу Дабі ЗПГ) — завод із зрідження природного газу, розташований в Об'єднаних Арабських Еміратах на острові Дас.
Перші дві технологічні лінії однаковою потужністю 180 тон ЗПГ на годину (1,6 млн.т в перерахунку на рік) введені в експлуатацію у 1977 році. В 1994-му до них додали третю, здатну виробляти 3 млн.т на рік. Завдяки заходам із модернізації заводу потужність кожної з перших двох ліній сягнула 2,3 млн т. Окрім ЗПГ, завод випускає також зріджений нафтовий газ, газовий бензин (naphtha), сірку. В 2008 році було досягнуто рекордного рівня виробництва на рівні 8,5 млн.т (всі види продукції включаючи ЗПГ).
Для зберігання основної продукції споруджене сховище із трьох резервуарів об'ємом по 80000 м3 кожен.
Як сировину використовують як попутний, так і неасоційований газ родовищ Умм-Шайф (включаючи резервуари Увейнат та Хуфф), Закум, Ель-Бундук, Абу-аль-Букуш (включаючи резервуар Хуфф).
Власниками заводу є Abu Dhabi National Oil Company (ADNOC, 70 %), японська Mitsui (15 %), BP (10 %) та французька Total (5 %).
Для забезпечення внутрішніх потреб країни у 2010—2013 роках на виробничій площадці підприємства спорудили дві технологічні лінії первісної підготовки газу, з яких він далі направляться по трубопроводу на завод Хабшан для остаточного приведення у відповідність до нормативів місцевої газотранспортної мережі. Цей проект Offshore Associated Gas (OAG) реалізовано одноосібно головним акціонером ADNOC.
Можливо відзначити, що в 2010-х роках ОАЕ почали відчувати дефіцит природного газу, використання якого в електроенергетиці дозволяло вивільнити додаткові обсяги нафти. В цих умовах навіть організували імпорт блакитного палива через два плавучі регазифікаційні термінали, проте завод ADGAS продовжував свою діяльність.